# Thomas Seddon

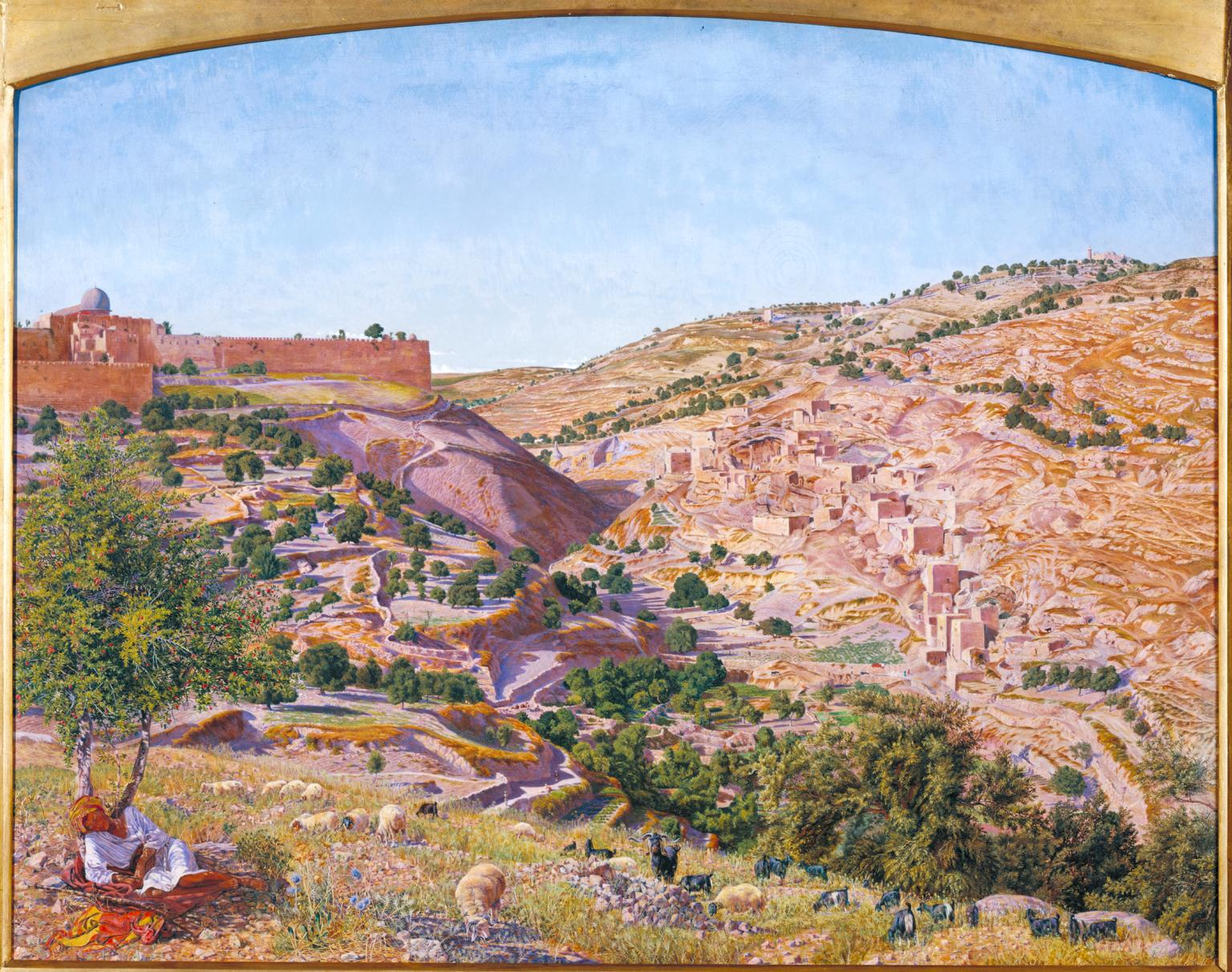
Jerozolima z Doliną Jozafata, 1854-55

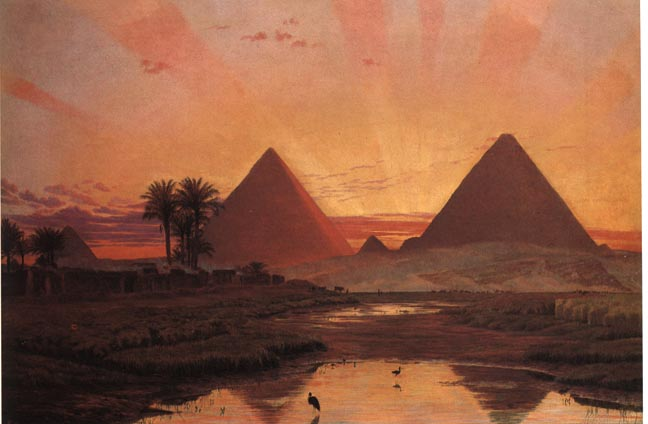
Piramidy w Gizie, 1855

Thomas Seddon (ur. 28 sierpnia 1821 w Londynie, zm. 23 listopada 1856 w Kairze) – angielski malarz pejzażysta związany z prerafaelitami.
Urodził się w rodzinie stolarza, wytwórcy mebli. W 1842 wyjechał na studia do Paryża dla zapoznania się z technikami dekoracyjnymi. Po powrocie do Anglii projektował meble dla rodzinnego zakładu. Od 1849 robił pierwsze wycieczki po Walii i Bretanii szkicując i malując krajobrazy. Należał do francuskiej szkoły barbizońskiej. W 1852 miał pierwszą wystawę w Royal Academy. 
Przełomem w życiu artysty był wyjazd do Kairu pod koniec 1853, gdy dołączył do przebywającego tam Holmana Hunta. Zafascynowany orientalnym pięknem Egiptu i Palestyny pozostał tam ponad rok. Silny wpływ wywarła na niego drobiazgowość obrazów Hunta. Do Anglii powrócił przez Francję na początku 1855. Prace wykonane w czasie podróży wystawiał prywatnie (na Berners Street w 1855 i na Conduit Street w 1856), gdyż zostały odrzucone przez Akademię. Zarówno jego obrazy, jak i rysunki odznaczały się dużą starannością.
W październiku 1856 ponownie wyjechał do Kairu, lecz jego podróż i życie przerwała niespodziewana śmierć. Bezpośrednią przyczyną zgonu była dyzenteria.
W 1857 odbyła się pośmiertna wystawa prac Seddona w Society of Arts w Londynie; obraz Jerozolima z Doliną Jozafata zakupiła National Gallery. W 1859 brat artysty wydał jego biografię.

## Ważniejsze prace
- In the Desert (1854)
- The Mountains of Moab (1854), Tate Britain
- Jerusalem and the Valley of Jehoshaphat from the Hill of Evil Counsel (1854-55), Tate Britain
- View on the Nile (1855), Tate Britain
- Pyramids at Gizeh (1855)
- Mount Zion (ok. 1855)
- The Citadel of Cairo (1856)